# Fable (jogo eletrônico de 2026)
Fable é um próximo jogo eletrônico desenvolvido pela Playground Games em parceria com a Eidos-Montréal e publicado pelo Xbox Game Studios. É um jogo reboot, que serve como outra entrada na série de jogos Fable, e será lançado exclusivamente para Xbox Series X/S e Microsoft Windows.

## Desenvolvimento
Após anos de rumores sobre um novo jogo de Fable, o título foi anunciado pelo Xbox em julho de 2020 como um "novo começo".
Em junho de 2024, durante a Xbox Games Showcase, o jogo recebeu um trailer mostrando alguns aspectos de sua gameplay, juntamente com sua janela de lançamento, estimada para 2025.
No entanto, em fevereiro de 2025, foi anunciado o adiamento de Fable para 2026. Craig Duncan, chefe do Xbox Game Studios, explicou que o adiamento tem como objetivo "permitir que o jogo receba o tempo e os cuidados necessários para entregar uma experiência à altura das expectativas dos jogadores".